# Academy of Vocal Arts

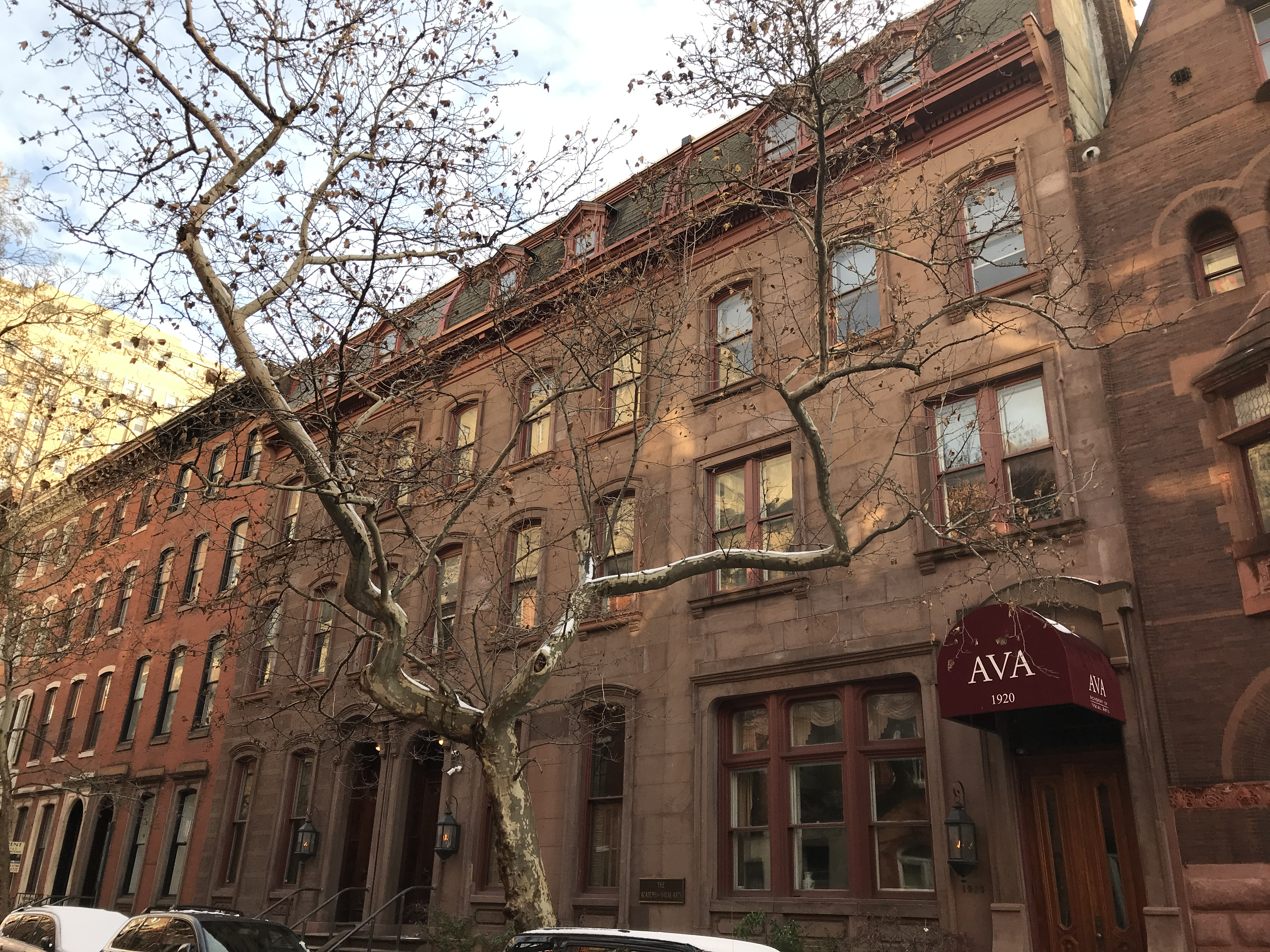

Die Academy of Vocal Arts ist eine US-amerikanische Ausbildungsstätte für Opernsänger in Philadelphia.
Diese wurde 1934 von Helen Corning Warden gegründet. Die Ausbildung ist für die Absolventen kostenfrei. Präsident und künstlerischer Leiter ist K. James McDowell.

## Bekannte Absolventen
- Joyce DiDonato (* 1969), US-amerikanische Sängerin in der Stimmlage Mezzosopran
- Erika Miklósa (* 1970), ungarische Koloratursopranistin
- Latonia Moore (* 1979), US-amerikanische Sopranistin
- Derek Taylor (* 1975), US-amerikanischer Sänger in der Stimmlage Tenor